# Kayla Alexander
Kayla Janine Alexander (Milton, 5 gennaio 1991) è una cestista canadese, professionista nella WNBA.

## Carriera
È stata selezionata dalle San Antonio Silver Stars al primo giro del Draft WNBA 2013 (8ª scelta assoluta).
Con il Canada ha disputato i Giochi olimpici di Tokyo 2020, i Campionati mondiali del 2022 e tre edizioni dei Campionati americani (2019, 2021, 2023).